# Capote (Film)
Capote [kəˈpoʊti] ist das Spielfilmdebüt des US-amerikanischen Regisseurs Bennett Miller aus dem Jahr 2005. Das Filmdrama basiert auf der Biografie Capote: A Biography von Gerald Clarke und wurde u. a. von dem Filmstudio United Artists produziert. Der Film wird allgemein dem Independentfilm zugeordnet und schildert die Recherchearbeit von Truman Capote an seinem Tatsachenroman Kaltblütig, den er 1966 veröffentlichte. Der deutsche Kinostart war am 2. März 2006. Der DVD-Erscheinungstermin in Deutschland war am 22. August 2006.

## Handlung
Die USA, im November 1959: Truman Capote, Autor des Romans Frühstück bei Tiffany und ein Mitglied der bald schon als Jetset bekannten internationalen Partyszene, stößt auf einen Artikel in der New York Times. Dieser berichtet von einem brutalen Mord an vier Mitgliedern einer angesehenen Farmerfamilie, den Clutters, in Holcomb, Kansas. Viele solcher Geschichten finden sich täglich in den Zeitungen wieder, doch diese lässt den Schriftsteller nicht mehr los. Für ihn präsentiert sich die Gelegenheit, seine lang vertretene These zu untermauern, die besagt, dass nonfiktionale Literatur in den Händen des richtigen Autors genauso anschaulich sein kann wie Belletristik. Welche Auswirkung haben die Morde auf diese kleine Stadt in der vom Wind heimgesuchten Prärie?
Obwohl es für Capotes Zweck unwichtig ist, ob die Mörder je überführt werden, kann er das Magazin The New Yorker für das Thema erwärmen, das Capote den Auftrag erteilt, nach Kansas zu reisen und eine Reportage über die Morde zu schreiben. Begleitet wird er dabei von einer Freundin, die er schon seit seiner Kindheit in Alabama kennt – Harper Lee, die wenige Monate später als Autorin des Romans Wer die Nachtigall stört auf sich aufmerksam machen und den Pulitzer-Preis gewinnen wird.
Obwohl seine kindliche Stimme, seine vielen sonderbaren Angewohnheiten und sein unkonventioneller Kleidungsstil auch Feindseligkeit in einer Gegend heraufbeschwören, die sich selbst zum Old West zählt, gewinnt Capote schnell das Vertrauen der Bevölkerung Holcombs, darunter auch das von Alvin Dewey, einem Detective des Kansas Bureau of Investigation, der die Jagd nach den Tätern koordiniert. Tatsächlich ist Deweys Arbeit bald von Erfolg gekrönt, und die beiden Täter Perry Smith und Dick Hickock werden in Las Vegas gefasst, nach Kansas überführt und zum Tode verurteilt. Capote besucht Smith und Hickock im Gefängnis in Lansing und erhält Einblick in ihre Lebensgeschichten. Vor allem Perry interessiert ihn. Dieser ist halbindianischer Abstammung und beschreibt Capote seine schwere Kindheit, die ihn an seine eigene erinnert. Capote sagt Perry, er werde das Buch so aufbauen, dass Perry nicht als das Monster dargestellt werde, das die Zeitungen aus ihm gemacht haben. Perry hat sich gegenüber Capote geöffnet, ihm jedoch nicht von der Mordnacht erzählt. Um ihn zu manipulieren, belügt Capote ihn permanent und erzählt ihm, er habe noch nicht mit dem Schreiben angefangen. Tatsächlich ist die Arbeit an Kaltblütig schon weit fortgeschritten. Capote liest aus seinem Entwurf in New York und die Presse ist begeistert. Sein Verleger sagt ihm, dass er dabei sei, ein revolutionäres Meisterwerk zu schaffen.
Als Perry aus der Zeitung erfährt, dass Capote bereits einige Kapitel geschrieben hat und das Buch Kaltblütig nennen wird, stellt er Capote zur Rede. Dieser belügt ihn weiterhin, um das Vertrauensverhältnis nicht zu verlieren. Capote braucht unbedingt die Aussage Perrys zu den Morden an sich, um seinen Roman zu vollenden.
Kurz vor der Hinrichtung beschreibt Perry, wie er die Familie ermordet hat, das Motiv bleibt jedoch immer noch im Unklaren. Nachdem Perry geliefert hat, was Capote braucht, bricht Capote den Kontakt zu ihm ab. Auf Briefe und Anrufe Perrys reagiert er nicht mehr. Der egozentrische Capote sieht sich als Opfer der Delinquenten und bezeichnet sich selbst als Wrack. Auch als seine Freundin Harper Lee mit Wer die Nachtigall stört enorme Erfolge feiert, interessiert ihn das nicht.
Erst unmittelbar vor der Hinrichtung besucht Capote Perry und sichert ihm zu, bei dessen Exekution durch den Strang anwesend zu sein. In ihrem letzten Gespräch scheint Capote klar zu werden, dass er sich unmoralisch verhalten hat. Capote wird Zeuge der Hinrichtung, die ihn schockiert und in eine Depression stürzt.
Aus der über sechsjährigen Recherchearbeit geht das Werk Kaltblütig hervor, einer der ersten dokumentarischen Romane, der mit seinem Erscheinen 1966 zum Bestseller avanciert und eine Medienlawine in Gang bringt. Zugleich verrät der Abspann, dass Capote bis zu seinem Tod an den Folgen von Alkoholismus im Jahr 1984 keinen Roman mehr vollenden wird.

## Entstehungsgeschichte
Der Film basiert auf der von Truman Capote autorisierten Biografie Capote: A Biography von Gerald Clarke, die er 1988, vier Jahre nach Truman Capotes Tod, veröffentlichte. Clarke hatte bereits sehr viele Artikel über berühmte Persönlichkeiten für das Time Magazine verfasst, darunter Porträts von Mae West, Elizabeth Taylor, Joseph Campbell und Susan Sontag, als er den Auftrag erhielt, eine Biografie über Truman Capote zu verfassen. Aus den geplanten zwei bis drei Jahren Arbeit wurden dreizehn Jahre, in denen Clarke ebenso den berühmten Schriftsteller mehrfach interviewte, wie auch Capotes Weggefährtin Harper Lee, Detective Alvin Dewey und seine Ehefrau Marie, William Shawn, Redakteur des New Yorker und Jack Dunphy, Truman Capotes langjährigen Lebensgefährten.
Seine Recherchearbeit führte Clarke auch nach Holcomb, Kansas. Zu den wenigen, die der Biograf nicht befragen konnte, gehörten Perry Smith und Dick Hickock, an denen 1965 die Todesstrafe vollstreckt worden war. Clarke lernte sie durch mehr als vierzig Briefe kennen, die die beiden Mörder an Truman Capote geschrieben hatten. Truman Capote selbst händigte Clarke die Briefe aus, die oft mehrere Seiten umfassten. Die Briefe dienten später Drehbuchautor Dan Futterman, der das Skript zu Capote verfasste. Futterman ist der einzige, dem Clarke einen Blick auf die Briefe gewährte. Die Dialoge im Film reflektierten meistens Wort für Wort, was Smith und Hickock tatsächlich sagten. Für die Vorbereitung auf die Rolle des Truman Capote dienten Hauptdarsteller Philip Seymour Hoffman Kassetten, auf denen Clarke die Interviews mit Capote mitgeschnitten hatte.
Die Dreharbeiten von Capote begannen am 25. Oktober 2004 und wurden in nur 36 Tagen in Winnipeg, Manitoba (Kanada) abgedreht. Die Produktionskosten werden auf 7 Mio. US-Dollar geschätzt.

## Rezeption
Bennett Millers Drama feierte am 2. September 2005 seine Premiere auf dem Telluride Film Festival. Nach einer weiteren Vorführung auf dem Filmfestival von New York startete der Film drei Tage später, am 30. September 2005 offiziell in zwölf ausgewählten US-amerikanischen Kinos und spielte am Eröffnungswochenende 324.857 US-Dollar ein. Bis zum 16. Oktober desselben Jahres hatte der Film mit 1,4 Mio. US-Dollar bereits etwa ein Fünftel seiner Produktionskosten wieder eingespielt. Der deutsche Kinostart von Capote war am 2. März 2006.
Bei der 78. Oscar-Verleihung am 5. März 2006 wurde Philip Seymour Hoffman für seine Rolle als Capote mit dem Oscar als Bester Hauptdarsteller ausgezeichnet.

## Kritiken
- Das Lexikon des internationalen Films sah Capote als „brillant gespielte Filmbiografie“ und als „elegante Inszenierung mit Hang zu Melodramatik“.[3]
- „Philip Seymour Hoffman krönt ein Jahrzehnt brillanter Arbeit auf der Bühne und Filmleinwand mit der Hauptrolle in ‚Capote‘ … er und der Film sind großartig.“ (Time Magazine)
- „Nicht nur, dass Mr. Hoffman eine eindrucksvolle physische und stimmliche Transformation erreicht … aber er übermittelt auch, mit Klarheit und Feinheit, die Kompliziertheiten von Capotes Temperament … Ms. Keener spielt die kontrastreiche Rolle mit besonderer Anmut. Durch ihr vorsichtiges, geistreiches Spiel schlägt sie die Brücke zwischen Capote und dem Publikum.“ (The New York Times)
- „Eine bravouröse Leistung von Philip Seymour Hoffman.“ (Los Angeles Times)
- „Philip Seymour Hoffman, (Heath) Ledgers vermutlicher Konkurrent um einen Hauptdarsteller-Oscar, fängt brillant Capotes endlosen Charme und seine Fähigkeit zu manipulieren ein, während er gegen die Dämonen anspielt, die ihn schließlich in die Selbstzerstörung führen.“ (San Francisco Chronicle)
- „Zwei Daumen nach oben.“ (Ebert & Roeper)
- „Eine faszinierende Charakterstudie … Hoffman kreiert einen Capote der komplex und real ist, in einem Film der unversöhnlich über die Art und Weise ist, wie ein Journalist die Geschichte seines Lebens betrachtet.“ (Chicago Sun-Times)
- „Philip Seymour Hoffman fängt das hochtönende Lispeln und, wichtiger, den tiefen rätselhaften Charakter des Schriftstellers Truman Capote während des Entstehens seines bahnbrechenden Tatsachen-Kriminalromans ‚In Cold Blood‘ ein.“ (Chicago Tribune)
- Der Schriftsteller John le Carré bezeichnete Philip Seymour Hoffmans Darstellung des Truman Capote als die beste schauspielerische Leistung, die er in seinem ganzen Leben gesehen habe.[4]

## Auszeichnungen
Bei der am 16. Januar 2006 stattgefundenen Verleihung der Golden Globe Awards wurde Philip Seymour Hoffman als Bester Hauptdarsteller in einem Drama ausgezeichnet. Zuvor hatte er bereits für seine schauspielerische Leistung u. a. den Preis der National Board of Review und einen Satellite Award gewinnen können. Bei der Verleihung des British Academy Film Award erhielt Capote fünf Nominierungen, darunter in den Kategorien Bester Film und Regie, doch nur Philip Seymour Hoffman konnte sich als Bester Hauptdarsteller gegen die Konkurrenz durchsetzen. In den gleichen Kategorien war das Drama bei der Oscar-Verleihung 2006 nominiert, musste sich aber Paul Haggis’ Ensemblefilm L.A. Crash geschlagen geben und wurde nur in der Kategorie Bester Hauptdarsteller prämiert.

### Oscar 2006
Oscar 2006
- Bester Hauptdarsteller (Philip Seymour Hoffman)
  - nominiert in den Kategorien
    - Bester Film
    - Beste Regie
    - Beste Nebendarstellerin (Catherine Keener)
    - Bestes adaptiertes Drehbuch

### Golden Globe Awards 2006
Golden Globe Awards 2006
- Bester Hauptdarsteller – Drama (Philip Seymour Hoffman)

### British Academy Film Awards 2006
British Academy Film Awards 2006
- Bester Hauptdarsteller (Philip Seymour Hoffman)
  - nominiert in den Kategorien
    - Bester Film
    - Beste Regie
    - Beste Nebendarstellerin (Catherine Keener)
    - Bestes adaptiertes Drehbuch

### Weitere
Boston Society of Film Critics Awards 2005
- Bester Hauptdarsteller (Philip Seymour Hoffman)
- Beste Nebendarstellerin (Catherine Keener)
- Bestes Drehbuch

Dallas-Fort Worth Film Critics Association Awards 2005
- Bester Hauptdarsteller (Philip Seymour Hoffman)
- Beste Nebendarstellerin (Catherine Keener)

Chlotrudis Awards 2006
- Bester Film
- Bester Hauptdarsteller (Philip Seymour Hoffman)
- Beste Nebendarstellerin (Catherine Keener)
- weiter nominiert: Bestes adaptiertes Drehbuch und Beste Regie

Directors Guild of America 2006
- nominiert in der Kategorie Beste Regie

Gotham Awards 2005
- Bester Film
- Breakthrough Director

Independent Spirit Awards 2006
- Bester Hauptdarsteller (Philip Seymour Hoffman)
- Bestes Drehbuch
- Produzentenpreis
  - nominiert in den Kategorien
    - Bester Film
    - Beste Kamera

Los Angeles Film Critics Association Awards 2005
- Bester Hauptdarsteller (Philip Seymour Hoffman)
- Beste Nebendarstellerin (Catherine Keener)
- Bestes Drehbuch (Dan Futterman)

National Board of Review 2005
- Bester Hauptdarsteller (Philip Seymour Hoffman)

National Society of Film Critics 2006
- Bester Film

New York Film Critics Circle Awards 2005
- Bestes Erstlingswerk

Satellite Awards 2005
- Bester Hauptdarsteller – Drama (Philip Seymour Hoffman)
  - nominiert in den Kategorien
    - Bester Film – Drama
    - Beste Regie
    - Bester Nebendarsteller – Drama (Chris Cooper)
    - Bestes adaptiertes Drehbuch

Screen Actors Guild Awards 2006
- Bester Hauptdarsteller (Philip Seymour Hoffman)

Southeastern Film Critics Association Awards 2005
- Bester Hauptdarsteller (Philip Seymour Hoffman)

Toronto Film Critics Association Awards 2005
- Bestes Erstlingswerk
- Bester Hauptdarsteller (Philip Seymour Hoffman)
- Beste Nebendarstellerin (Catherine Keener)

Writers Guild of America 2006
- nominiert in der Kategorie Bestes adaptiertes Drehbuch

Online Film Critics Society Awards 2006
- Bester Hauptdarsteller (Philip Seymour Hoffman)
  - nominiert in den Kategorien
    - Bester Newcomer – Filmemacher (Bennett Miller)
    - Bestes adaptiertes Drehbuch (Dan Futterman)
    - Beste Nebendarstellerin (Catherine Keener)